# Fondos propios
En contabilidad, se denomina fondos propios a la parte del pasivo que no se debe a la financiación externa sino a las aportaciones de los socios y a los beneficios generados por la empresa. Es la suma del capital social, las reservas y resultados del ejercicio.
Los fondos propios suelen ser considerados como patrimonio neto dentro de un balance general, sin embargo, son considerablemente diferentes. Si bien ambos son considerados dentro de la contabilidad como pasivos no exigibles, los fondos propios se obtienen de forma dentro de la empresa.
Si una empresa agota sus fondos propios por acumulación de pérdidas, entra en quiebra, que es la situación que se produce cuando la suma de sus activos es menor que el de su pasivo exigible, es decir, carece de bienes suficientes para pagar las deudas contraídas con terceros. Por lo tanto, los fondos propios de una empresa son una medida importante de su solidez financiera.

## Componentes
- Capital Social: Este capital puede estar formado por los socios. Este capital puede ser incluido dentro de los fondos propios de dos maneras, dineraria o no dinerarias.[2]
- Reservas: Estas pueden ser del resultado del beneficio dentro de una empresa.[2]

## Coste de los fondos propios
Los fondos propios suponen un gran coste financiero para la empresa. Las teorías económicas coinciden en señalar que el coste de los fondos propios es mayor que el de la financiación externa. Esto se debe a dos motivos:
- Los intereses que se pagan por la financiación externa son deducibles fiscalmente, y reducen el impuesto de sociedades.
- Los socios esperan una remuneración por sus fondos en forma de dividendos. Normalmente, se espera una remuneración mayor, por existir un mayor riesgo.

## Movimiento de fondos propios
Los fondos propios de una empresa pueden variar por los siguientes motivos:
- Incrementos de capital: suscripción de fondos propios por aportación de los socios.[3]
- Reducciones de capital: disminución de fondos propios por reparto de dividendos o liquidación de la sociedad.[3]
- Beneficios: Incremento de fondos propios por ganancias de la propia empresa en su actividad.[3]
- Pérdidas: Disminución de fondos propios por gastos de la propia empresa en su actividad.[3]